# Sinagoga di Ivrea
La sinagoga di Ivrea, edificata nel 1875, è locata in un edificio in via Quattro Martiri 20, a Ivrea, nell'area dell'antico ghetto.

## L'edificio
Con l'aumento demografico che interessò la comunità ebraica di Ivrea all'indomani dell'emancipazione, fu decisa nel 1870 la costruzione di una più ampia sinagoga, in luogo del piccolo oratorio di rito tedesco usato fino ad allora. La sinagoga fu completata e aperta al culto nel 1875. Contrariamente a quanto avveniva in altri interventi simili di ristrutturazione di antiche sinagoghe a fine Ottocento, all'edificio di via Quattro Martiri (già via Palma, una strada di ciottoli nel vecchio ghetto di Ivrea) non furono dati facciata monumentale o elementi distintivi che segnalassero la presenza del luogo di culto.
L'interno è suggestivo, di raffinata eleganza e bellezza. La grande sala è decorata con pareti dipinte a marmo finto e vetrate e conserva gli originari arredi ottocenteschi. In una nicchia collocata entro un tabernacolo impreziosito da colonne, è l'aron, le cui ante lignee hanno intagliati simboli ebraici: la menorah, l'offerta dei dodici pani, il fuoco sacro e l'arca dell'alleanza. La tevah è di legno di noce e così le panche intagliate disposte su due file parallele. Da una scala esterna si accede al matroneo, che è collocato al piano superiore nella parte posteriore della sala di preghiera.
La sinagoga, divenuto ben presto sovradimensionata rispetto alla piccola comunità ebraica locale, dopo un periodo di abbandono è oggi proprietà del comune di Ivrea che l'ha restaurata nel 1999 destinandola ad attività culturali. La cerimonia di riapertura del tempio si svolse il 12 dicembre 1999 alla presenza del sindaco Fiorenzo Grijuela, del Presidente della comunità ebraica di Torino Enrico Fubini e del vescovo di Ivrea Arrigo Miglio.
Nello stesso edificio si trova anche un piccolo oratorio invernale cui si accede da un ingresso distinto. Restaurato già nel 1985 con la ricollocazione dell'aron ottocentesco, serve tuttora alle regolari necessità liturgiche della comunità ebraica di Ivrea in occasione delle festività maggiori.